# Ectobius sylvestris
Ectobius sylvestris är en kackerlacksart som först beskrevs av Nikolaus Poda von Neuhaus 1761. Den ingår i släktet Ectobius och familjen småkackerlackor.

## Underarter
Arten delas in i följande underarter:
- E. s. sylvestris
- E. s. discrepans

## Beskrivning
Färgen är gulbrun med mörkare ben, bakkropp och bakkroppsspröt, svart huvud och antenner samt rödsvart till svart halssköld med ljusare, genomskinliga kanter. Båda könen har flygvingar som är svagt färgade med ljusa ribbor. Hanen har dessutom täckvingar som är ljust gulbruna med mörkare fläckar. Längden är 7,5 till 11 mm. Äggkapseln är 3 till 4 mm lång och mörkbrun till svart.

## Utbredning
Artens ursprungliga utbredningsområde är Europa där den finns i större delen med undantag av Island, Brittiska öarna, Iberiska halvön, Medelhavsöarna samt sydligaste Balkan inklusive Grekland. Den har också införts till Australien och USA. Första fyndet i det senare landet skedde 1980 i delstaten New York. I Sverige finns den sällsynt i södra delen av landet, medan den i Finland har observerats i södra och mellersta delarna.

## Ekologi
Arten förekommer i skogar och skogsdungar, där de vuxna djuren uppträder i maj till september..